# Compactflash

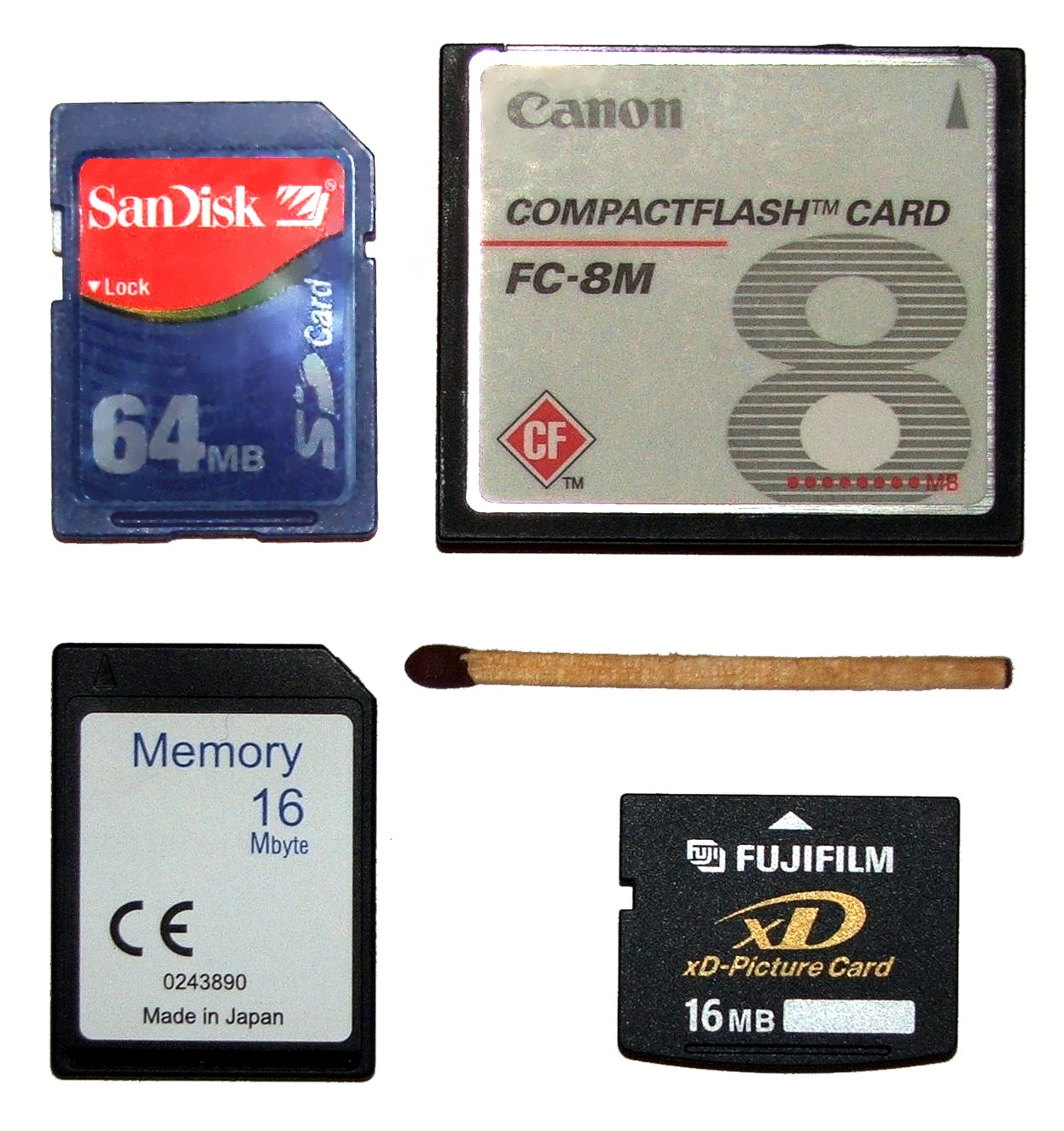
CompactFlash överst till höger i jämförelse med några andra format.

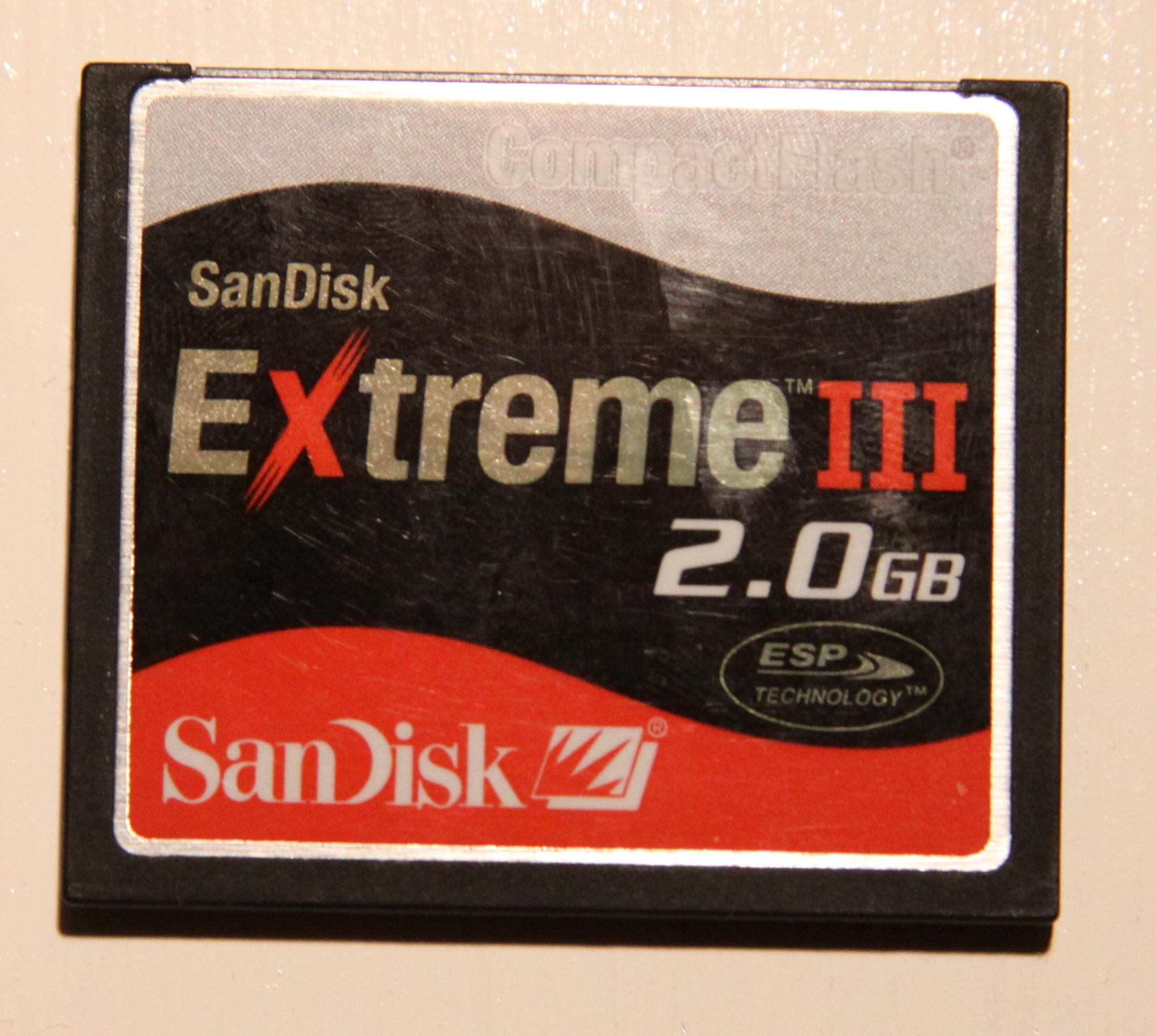
Ett CompactFlash-minne på 2 GB

Compactflash, av företaget skrivet CompactFlash, (CF) är en typ av digitalt minne. Det specificerades och började produceras av SanDisk 1994.

## Format
CompactFlash korten finns i två olika varianter, typ I (3,3 mm) och den något tjockare typ II (5 mm). Det finns tre olika hastigheter på minnena; original CF, CF High Speed (CF2.0) och CF3.0 som började användas 1994. Storleken är ca 43x36mm.
CompactFlash är bland de äldsta flashminne-formaten, nyare mindre format har på många användningsområden tagit vid från CompactFlash på grund av sin mindre storlek. Men CompactFlash har hållit sig kvar på den professionella kameramarknaden och även hos en del billigare kameramodeller. Kortens fördel är lägre pris samt en högre kapacitet än de nyare mindre formaten. De klarar också temperaturskillnader bra och är användbara mellan -45 och +85 ℃. 
Revision 5.0 av CompactFlash tillåter 48 bitars adresseringsrymd vilket innebär stöd för en lagringskapacitet på 144 petabyte. De största korten ligger i dag (2022) på 256 gigabyte.